# دومي ستيفنسون
دومي ستيفنسون (بالإنجليزية: Dummy Stephenson)‏ هو لاعب كرة قاعدة أمريكي، ولد في 22 سبتمبر 1869 في Petersburg, Cape May County, New Jersey ‏ في الولايات المتحدة، وتوفي في 1 ديسمبر 1924 في ترنتون في الولايات المتحدة.

## وصلات خارجية
- دومي ستيفنسون على موقع دوري كرة القاعدة الرئيسي (الإنجليزية)
- دومي ستيفنسون على موقعبيزبول رفرنس.كوم (الدوري الرئيسي) (الإنجليزية)
- دومي ستيفنسون على موقعبيزبول رفرنس.كوم (الدوري الثانوي) (الإنجليزية)